# Championnat d'Angleterre féminin de football 2016
Navigation
2015 printemps 2017
La FA WSL 2016 est la 6e édition du championnat d'Angleterre féminin de football, depuis la fondation de la Women's Super League (WSL).
Le premier niveau du championnat féminin oppose neuf clubs anglais. La compétition débute le mercredi 23 mars 2016 et s'achève le dimanche 6 novembre 2016.
Les deux premières places du championnat sont qualificatives pour la Ligue des champions féminine de l'UEFA.
Chelsea et Manchester City, respectivement champion et vice-champion en 2015, sont les représentants anglais en Ligue des champions féminine de l'UEFA 2016-2017.
| \| Arsenal Chelsea Birmingham City Manchester City Doncaster Belles Liverpool Notts County Reading Sunderland \| Localisation des clubs engagés dans le championnat. |
| Arsenal Chelsea Birmingham City Manchester City Doncaster Belles Liverpool Notts County Reading Sunderland                                                           |

## Participantes
Légende des couleurs
- Ligue des champions 2016-2017.

| Club             | Localisation   | Stade                     | Classement 2015 |
| ---------------- | -------------- | ------------------------- | --------------- |
| Arsenal          | Borehamwood    | Meadow Park               | 3e              |
| Birmingham City  | Solihull       | Damson Park               | 6e              |
| Chelsea          | Staines        | Wheatsheaf Park           | 1er             |
| Doncaster Rovers | Doncaster      | Keepmoat Stadium          | 2e D2           |
| Manchester City  | Manchester     | Manchester Regional Arena | 2e              |
| Liverpool        | Widnes         | Halton Stadium            | 7e              |
| Notts County     | Nottingham     | Meadow Lane               | 5e              |
| Reading          | High Wycombe   | Adams Park                | 1er, D2         |
| Sunderland       | Hetton-le-Hole | The Hetton Centre         | 4e              |

## Compétition

### Classement
Le classement est calculé avec le barème de points suivant : une victoire vaut trois points, le match nul un et la défaite zéro.
Les critères utilisés pour départager en cas d'égalité au classement sont les suivants :
1. différence entre les buts marqués et les buts concédés sur la totalité des matchs joués dans le championnat ;
2. plus grand nombre de buts marqués sur la totalité des matchs joués dans le championnat.

| Rang | Équipe          | Pts | J  | G  | N | P  | Bp | Bc | Diff |
| ---- | --------------- | --- | -- | -- | - | -- | -- | -- | ---- |
| 1    | Manchester City | 42  | 16 | 13 | 3 | 0  | 36 | 4  | +32  |
| 2    | ChelseaT        | 37  | 16 | 12 | 1 | 3  | 42 | 17 | +25  |
| 3    | Arsenal         | 32  | 16 | 10 | 2 | 4  | 33 | 14 | +19  |
| 4    | Birmingham City | 27  | 16 | 7  | 6 | 3  | 18 | 13 | +5   |
| 5    | Liverpool       | 25  | 16 | 7  | 4 | 5  | 27 | 23 | +4   |
| 6    | Notts County    | 16  | 16 | 4  | 4 | 8  | 16 | 26 | -10  |
| 7    | Sunderland      | 10  | 16 | 2  | 4 | 10 | 17 | 41 | -24  |
| 8    | Reading         | 9   | 16 | 1  | 6 | 9  | 15 | 26 | -11  |
| 9    | Doncaster       | 3   | 16 | 1  | 0 | 15 | 8  | 48 | -40  |

| Légende : | Légende : |
| --------- | --- |
|           | Qualifié pour la Ligue des champions 2017-2018 |
|           | T : Tenant du titre. C : Vainqueur de la FA Cup 2015. Pts points ; G victoires ; N match nuls ; P défaites Bp buts marqués ; Bc buts encaissés ; Diff différence de buts |

### Résultats
| Résultats (▼dom., ►ext.)                                   | ARS | BIR | CHE | DON | LIV | MNC | NTC | REA | SUN |
| Arsenal                                                    |     | 0-0 | 0-2 | 2-0 | 1-2 | 0-1 | 2-0 | 3-1 | 5-1 |
| Birmingham City                                            | 0-0 |     | 0-4 | 2-1 | 2-1 | 0-2 | 1-0 | 0-0 | 1-0 |
| Chelsea                                                    | 1-2 | 1-1 |     | 4-0 | 6-3 | 0-2 | 2-1 | 3-2 | 2-1 |
| Doncaster                                                  | 0-5 | 0-1 | 1-4 |     | 1-3 | 0-4 | 1-2 | 1-4 | 1-4 |
| Liverpool                                                  | 3-5 | 1-0 | 1-2 | 1-0 |     | 0-0 | 0-0 | 2-0 | 2-2 |
| Manchester City                                            | 2-0 | 1-1 | 2-0 | 6-0 | 1-1 |     | 1-0 | 2-0 | 3-0 |
| Notts County                                               | 0-2 | 0-1 | 1-3 | 2-1 | 3-2 | 1-5 |     | 2-2 | 2-1 |
| Reading                                                    | 1-2 | 1-1 | 0-3 | 0-1 | 0-1 | 1-2 | 1-1 |     | 1-1 |
| Sunderland                                                 | 0-4 | 1-7 | 0-5 | 4-0 | 0-4 | 0-2 | 1-1 | 1-1 |     |
| - Victoire à domicile - Match nul - Victoire à l'extérieur |     |     |     |     |     |     |     |     |     |

## Classement des buteuses
| Rang | Joueuse         | Équipe          | Buts |
| ---- | --------------- | --------------- | ---- |
| 1    | Eniola Aluko    | Chelsea         | 9    |
| 2    | Jane Ross       | Manchester City | 8    |
| 3    | Caroline Weir   | Liverpool       | 7    |
| 4    | Danielle Carter | Arsenal         | 6    |
| 5    | Fran Kirby      | Chelsea         | 5    |
| 5    | Beth Mead       | Sunderland      | 5    |
| 5    | Katie Chapman   | Chelsea         | 5    |
| 5    | Toni Duggan     | Manchester City | 5    |
| 5    | Jessica Clarke  | Notts County    | 5    |
| 5    | Ji So-yun       | Chelsea         | 5    |

## Bilan de la saison
| Championnat d'Angleterre féminin de football 2016      |                             |
| Champion                                               | Manchester City (1er titre) |
| Dauphin                                                | Chelsea                     |
| Coupes et trophées                                     |                             |
| Vainqueur Coupe d'Angleterre 2016                      |                             |
| Qualifications continentales                           |                             |
| Ligue des champions 2017-2018                          | Manchester City             |
| Ligue des champions 2017-2018                          | Chelsea                     |
| Promotions et relégations                              |                             |
| Promus en Championnat d'Angleterre féminin de football | Yeovil Town                 |
| Relégués en FA WSL 2                                   | Doncaster Rovers            |